# Streptosolen jamesonii
Streptosolen jamesonii là loài thực vật có hoa trong họ Cà. Loài này được (Benth.) Miers miêu tả khoa học đầu tiên năm 1850.